# David Brevik
David Brevik (...) è un imprenditore statunitense.
Si è laureato all'Università statale della California - Chico nel 1991 e subito dopo è entrato come direttore tecnico alla Iguana Entertainment.
È stato il cofondatore nel settembre 1993 della Condor Inc., insieme ai fratelli Erich Schaefer e Max Schaefer. La società venne poi acquisita dalla Blizzard Entertainment e rinominata Blizzard North nel giugno 1996.
Nella Condor era stato direttore tecnico di Diablo. Nella Blizzard entrò come presidente della Blizzard North ed aveva la responsabilità tecnica di Diablo II.
Nel 2003 era stato il cofondatore della Flagship Studios insieme ai fratelli Schaefer e nel luglio 2008, dopo il fallimento della Flagship, passò alla Turbine Inc. di Redwood City come direttore creativo.
Nel 2009 David Brevik ha iniziato a lavorare per la Gazillion Entertainment di San Mateo.